# جکار
جکار (به لاتین: Jakar) یک منطقهٔ مسکونی در بوتان (کشور) است که در Chhoekhor Gewog واقع شده‌است.
 جکار  ۶٬۲۴۳ نفر جمعیت دارد و ۲٬۵۸۷ متر بالاتر از سطح دریا واقع شده‌است.